# Jill Craybas
Jill Craybas (Providence, Rhode Island, 4 de julio de 1974) es una tenista profesional estadounidense.
Craybas ha ganado un título individual de la WTA, el Abierto de Japón en 2002. Además, ha conseguido tres títulos WTA en categoría de dobles.
Jill Craybas representó a los Estados Unidos en los Juegos Olímpicos de Pekín 2008 en categoría individual, reemplazando a la tenista Tamira Paszek de Austria.

## Finales en el circuito WTA

### Individuales: 2 (1-1)
| Leyenda                                      |
| -------------------------------------------- |
| Grand Slam (0–0)                             |
| WTA Tour Championships (0–0)                 |
| WTA Tournament of Champions (0-0)            |
| Tier I / Premier Mandatory & Premier 5 (0–0) |
| Tier II / Premier (0–0)                      |
| Tier III, IV & V / International (1–1)       |

| Finales por superficie |
| ---------------------- |
| Dura (1–1)             |
| Hierba (0–0)           |
| Tierra batida (0–0)    |

| Resultado | N.º. | Fecha                 | Torneo                  | Superficie | Oponente en la final | Resultado          |
| --------- | ---- | --------------------- | ----------------------- | ---------- | -------------------- | ------------------ |
| Ganadora  | 1.   | 6 de octubre de 2002  | Tokio, Japón            | Dura       | Silvija Talaja       | 2–6, 6–4, 6-4      |
| Finalista | 1.   | 10 de febrero de 2008 | Pattaya City, Tailandia | Dura       | Agnieszka Radwanska  | 2–6, 6–1, 6-7(4-7) |

### Dobles: 14 (5-9)
| Leyenda                                      |
| -------------------------------------------- |
| Grand Slam (0–0)                             |
| WTA Tour Championships (0–0)                 |
| Tier I / Premier Mandatory & Premier 5 (0–0) |
| Tier II / Premier (0–0)                      |
| Tier III, IV & V / International (5–9)       |

| Finales por superficie |
| ---------------------- |
| Dura (2–6)             |
| Hierba (0–1)           |
| Tierra batida (3–2)    |

| Resultado | N.º. | Fecha                    | Torneo                     | Superficie    | Pareja              | Oponentes en la final                      | Resultado             |
| --------- | ---- | ------------------------ | -------------------------- | ------------- | ------------------- | ------------------------------------------ | --------------------- |
| Ganadora  | 1.   | 19 de mayo de 2003       | Madrid, España             | Tierra batida | Liezel Huber        | Rita Grande / Angelique Widjaja            | 6-4, 7-6(8-6)         |
| Ganadora  | 2.   | 16 de agosto de 2004     | Cincinnati, Estados Unidos | Dura          | Marlene Weingärtner | Emmanuelle Gagliardi / Anna-Lena Grönefeld | 7-5, 7-6(7-2)         |
| Finalista | 1.   | 31 de octubre de 2004    | Luxemburgo, Luxemburgo     | Dura (i)      | Marlene Weingärtner | Virginia Ruano Pascual / Paola Suárez      | 1-6, 7-6(7-1), 3-6    |
| Finalista | 2.   | 23 de septiembre de 2005 | Seúl, Corea del Sur        | Dura          | Natalie Grandin     | Chan Yung-jan / Chuang Chia-jung           | 2-6, 4-6              |
| Finalista | 3.   | 9 de enero de 2006       | Hobart, Australia          | Dura          | Jelena Kostanic     | Emilie Loit / Nicole Pratt                 | 2-6, 1-6              |
| Finalista | 4.   | 18 de junio de 2006      | Birmingham, Reino Unido    | Hierba        | Liezel Huber        | Jelena Jankovic / Li Na                    | 2-6, 4-6              |
| Finalista | 5.   | 30 de octubre de 2006    | Quebec City, Canadá        | Dura          | Alina Jidkova       | Carly Gullickson / Laura Granville         | 3-6, 4-6              |
| Finalista | 6.   | 10 de septiembre de 2007 | Bali, Indonesia            | Dura          | Natalie Grandin     | Ji Chunmei / Sun Shengnan                  | 3-6, 2-6              |
| Finalista | 7.   | 28 de abril de 2008      | Praga, República Checa     | Tierra batida | Michaella Krajicek  | Andrea Hlavackova / Lucie Hradecka         | 6-1, 3-6, [6-10]      |
| Ganadora  | 3.   | 19 de mayo de 2008       | Estambul, Turquía          | Tierra batida | Olga Govortsova     | Marina Erakovic / Polona Hercog            | 6-1, 6-2              |
| Ganadora  | 4.   | 4 de octubre de 2008     | Tokio, Japón               | Dura          | Marina Erakovic     | Ayumi Morita / Aiko Nakamura               | 4-6, 7-5, [10-6]      |
| Finalista | 8.   | 2 de noviembre de 2008   | Quebec City, Canadá        | Dura          | Tamarine Tanasugarn | Anna-Lena Grönefeld / Vania King           | 6-7(3-7), 4-6         |
| Finalista | 9.   | 17 de julio de 2010      | Palermo, Italia            | Tierra batida | Julia Görges        | Alberta Brianti / Sara Errani              | 4-6, 1-6              |
| Ganadora  | 5.   | 17 de junio de 2012      | Bad Gastein, Austria       | Tierra batida | Julia Görges        | Anna-Lena Grönefeld / Petra Martic         | 6-7(4-7), 6-4, [11-9] |